# 南太田站

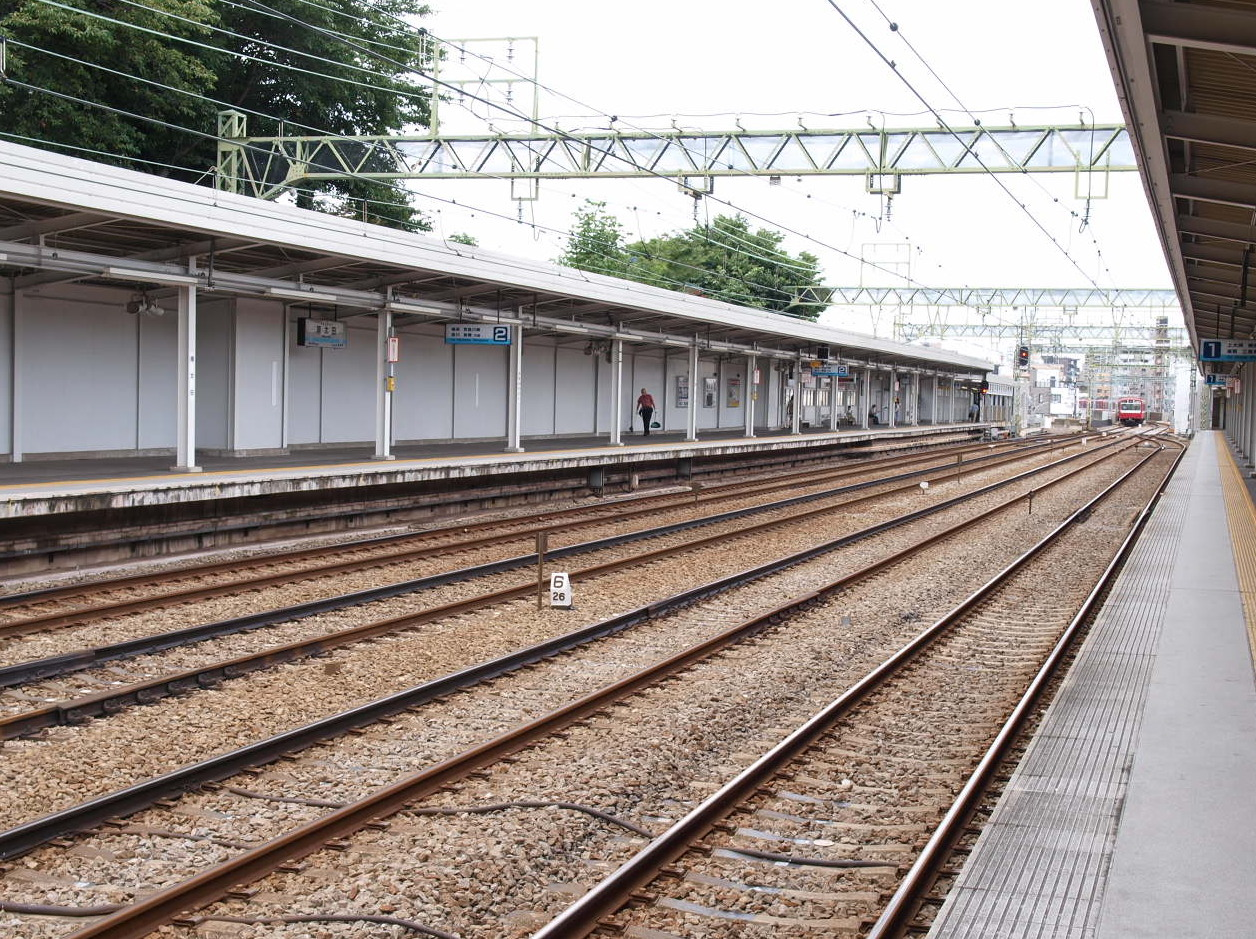
月台（2010年8月9日）

南太田站（日语：／ Minami-ōta eki */?）位於日本神奈川縣橫濱市南區南太田一丁目，是屬於京濱急行電鐵本線的鐵路車站。車站編號是KK41。

## 歷史
- 1930年（昭和5年）4月1日 - 車站啟用。
- 1987年（昭和62年）12月 - 通過線完成，可進行待避。
- 1998年（平成10年）1月15日 - 浦賀發往品川的上行普通電車（4輛編組）因大雪影響撞上距離停止位置27公尺的安全側線止衝擋，造成第一輛車廂出軌。

### 站名由來
取自車站所在地南太田。
本地原屬久良岐郡太田村，1889年（明治22年）改為戶太村大字太田。1901年（明治34年）編入橫濱市時，由於關內地區已有太田町存在，因位於南部而更名為「南太田町」。

## 車站結構
本站為高架車站，月台配置為側式月台，同時設置4條路軌，其中中間2條路軌為通過線，月台設於左右兩條副本線，也就是所謂的新幹線型配線。月台設有電子式電鈴。本站有安全側線，通過線亦有出發信號機。2011年9月23日改點取消本站白天普通班次待避快特的設定，直至2012年10月21日改點後再次恢復機場急行與快特的待避。
月台有效長度對應六輛編組，待避設備對應八輛邊怎。
月台電梯設於黃金町側。

### 月台配置
| 月台   | 路線   | 方向 | 軌道   | 目的地                                 |
| ------ | ------ | ---- | ------ | -------------------------------------- |
| 1      | 本線   | 下行 | 副本線 | 上大岡、橫須賀中央、浦賀、三浦海岸方向 |
| 通過線 | □ 本線 | 下行 | 通過線 | （下行列車通過）                       |
| 通過線 | □ 本線 | 上行 | 通過線 | （上行列車通過）                       |
| 2      | 本線   | 上行 | 副本線 | 橫濱、京急川崎、品川、新橋方向         |

※ 1本站的通過線、副本線原則上以下述方式使用。
〔通過線〕
 □早晨翼號、□京急翼號、■快特、■特急、■機場急行使用。
〔副本線〕
 ■普通使用。

## 使用情況
2016年度1日平均上下車人次為17,482人，京急線全部72個車站當中排行第42位。
近年1日平均上下車人次與上車人次的推移如下表。
| 年度               | 1日平均 上下車人次 | 1日平均 上車人次 | 來源     |
| ------------------ | ------------------ | ---------------- | -------- |
| 1980年（昭和55年） |                    | 7,548            |          |
| 1981年（昭和56年） |                    | 7,515            |          |
| 1982年（昭和57年） |                    | 7,490            |          |
| 1983年（昭和58年） |                    | 7,495            |          |
| 1984年（昭和59年） |                    | 7,595            |          |
| 1985年（昭和60年） |                    | 7,545            |          |
| 1986年（昭和61年） |                    | 7,732            |          |
| 1987年（昭和62年） |                    | 7,675            |          |
| 1988年（昭和63年） |                    | 7,885            |          |
| 1989年（平成元年） |                    | 8,085            |          |
| 1990年（平成02年） |                    | 8,679            |          |
| 1991年（平成03年） |                    | 8,527            |          |
| 1992年（平成04年） |                    | 7,737            |          |
| 1993年（平成05年） |                    | 7,690            |          |
| 1994年（平成06年） |                    | 7,625            |          |
| 1995年（平成07年） |                    | 7,598            | [ * 1 ]  |
| 1996年（平成08年） |                    | 7,233            |          |
| 1997年（平成09年） |                    | 7,052            |          |
| 1998年（平成10年） |                    | 7,044            | [ * 2 ]  |
| 1999年（平成11年） |                    | 7,058            | [ * 3 ]  |
| 2000年（平成12年） | 14,588             | 7,318            | [ * 3 ]  |
| 2001年（平成13年） | 14,873             | 7,486            | [ * 4 ]  |
| 2002年（平成14年） | 15,132             | 7,636            | [ * 5 ]  |
| 2003年（平成15年） | 15,440             | 7,709            | [ * 6 ]  |
| 2004年（平成16年） | 16,193             | 8,117            | [ * 7 ]  |
| 2005年（平成17年） | 16,552             | 8,315            | [ * 8 ]  |
| 2006年（平成18年） | 16,826             | 8,451            | [ * 9 ]  |
| 2007年（平成19年） | 16,998             | 8,518            | [ * 10 ] |
| 2008年（平成20年） | 17,158             | 8,591            | [ * 11 ] |
| 2009年（平成21年） | 17,112             | 8,576            | [ * 12 ] |
| 2010年（平成22年） | 17,276             | 8,652            | [ * 13 ] |
| 2011年（平成23年） | 17,205             | 8,599            | [ * 14 ] |
| 2012年（平成24年） | 17,278             | 8,651            | [ * 15 ] |
| 2013年（平成25年） | 17,298             | 8,649            | [ * 16 ] |
| 2014年（平成26年） | 16,974             | 8,489            | [ * 17 ] |
| 2015年（平成27年） | 17,237             | 8,597            | [ * 18 ] |
| 2016年（平成28年） | 17,482             |                  |          |

## 車站周邊
- 橫濱市立南太田小学校
- 橫濱市立橫濱商業高等學校（日语：横浜市立横浜商業高等学校）（Y校）
- 神奈川縣立橫濱清陵綜合高等學校（日语：神奈川県立横浜清陵総合高等学校）
- 橫濱南太田郵便局
- 橫濱宿町郵便局
- 吉野町市民廣場
- 南地區中心
- 大岡川
- 清水丘公園（日语：清水ヶ丘公園）
- 蒔田公園
- 常照寺
- DONDON（ドンドン）商店街
- 富士Citio橫濱南店
- 鎌倉街道
- 花之木出入口（首都高速神奈川3號狩場線）

### 巴士路線
以下路線由神奈川中央交通、橫濱市營巴士、江之電巴士橫濱、相鐵巴士運行。
- 南太田站前（神奈川中央交通）
  - 東向乘車處
    - <橫43、橫44> 經羽衣町往橫濱站東口
    - <戶03、東06> 經羽衣町往縣廳入口

  - 西向乘車處
    - <橫43、戶03> 往戶塚站東口
    - <橫44> 經兒童醫療中心（日语：神奈川県立こども医療センター）往戶塚站東口
- 前里町4丁目（步行3分）
  - 東向乘車處
    - 經日之出町一丁目往橫濱站（江之電）
    - <156> 往Pacifico橫濱、櫻木町站前（市營）
    - <旭4、濱4> 經羽衣町往櫻木町站（相鐵）

  - 西向乘車處
    - <濱4> 經元久保町往橫濱站西口（相鐵）
    - <旭4> 經保土谷站東口往美立橋（相鐵）
    - 經上大岡站往大船站（江之電）
    - 經上大岡站往栗木（江之電）
    - <156> 經吉野町站前往瀧頭（日语：横浜市営バス滝頭営業所）（市營）

## 相鄰車站
京濱急行電鐵
 本線
□早晨翼號、□京急翼號、■快特、■快特（金澤文庫站以南為特急）、■特急、■機場急行
通過
■普通
黃金町（KK40）－南太田（KK41）－井土谷（KK42）

## 外部連結
- 南太田站（各站資訊） - 京濱急行電鐵